# Медицинская школа Эдинбургского университета
Медицинская школа Эдинбургского университета (англ. University of Edinburgh Medical School) в составе университетского Колледжа медицины и ветеринарной медицины (англ. College of Medicine and Veterinary Medicine of the University of Edinburgh) — одно из старейших и наиболее престижных высших медицинских учебных заведений Великобритании. Основана в 1726 году. Согласно «Университетскому гиду The Guardian» (англ. The Guardian University Guide) 2010 года и «Гиду хороших университетов The Times» (англ. The Times Good University Guide) — лучшая университетская медицинская школа в Шотландии и третья по качеству в Великобритании. По данным независимого «Полного университетского гида» (англ. Complete University Guide) — второй по уровню преподавания медицинский вуз Соединённого Королевства.
В 2008 году приняла на обучение 218 студентов из Великобритании и Евросоюза и 16 студентов из других стран.